# Во Нгуєн Зяп
Во Нгуєн Зяп, або Во Нґуєн Зяп, також Во Нгуєн Зіап (в'єт. Võ Nguyên Giáp, вимова: [vɔ̌ˀ ŋʷīən zǎːp]; нар. 25 серпня 1911 с. Анса, Куангбінь, Французький Індокитай — пом. 4 жовтня 2013) — в'єтнамський воєначальник та політичний діяч, генерал армії, міністр оборони В'єтнаму, головнокомандувач В'єтміня часів В'єтнамської війни.